# Lennewitzer Eichen
Lennewitzer Eichen este o arie protejată (arie specială de conservare — SAC, sit de importanță comunitară — SCI) din Germania întinsă pe o suprafață de 180,74 ha, integral pe uscat.

## Localizare
Centrul sitului Lennewitzer Eichen este situat la coordonatele 52°53′37″N 11°57′34″E / 52.8936°N 11.9594°E.

## Înființare
Situl Lennewitzer Eichen a fost declarat sit de importanță comunitară în septembrie 2000.

## Biodiversitate
Situată în ecoregiunea continentală, aria protejată conține 5 habitate naturale: Liziere de ierburi înalte hidrofile de câmpie și de nivel montan până la alpin, Pajiști aluvionare inundabile, de Cnidion dubii, Fânețe de joasă altitudine (Alopecurus pratensis, Sanguisorba officinalis), Păduri de stejar sau de stejar și carpen sub-atlantice și medio-europene de Carpinion betuli, Păduri mixte riverane de Quercus robur, Ulmus laevis și Ulmus minor, Fraxinus excelsior sau Fraxinus angustifolia, de-a lungul marilor râuri (Ulmenion minoris).
La baza desemnării sitului se află o specie protejată de  amfibieni: buhai de baltă cu burta roșie (Bombina bombina).
Pe lângă speciile protejate, pe teritoriul sitului au mai fost identificate 5 specii de plante.